# Richie Woodhall
Richard James Woodhall (ur. 17 kwietnia 1968 w Tamworth) – brytyjski bokser, medalista igrzysk olimpijskich i igrzysk Wspólnoty Narodów, były zawodowy mistrz świata w wadze superśredniej.

## Kariera w boksie amatorskim
Walczył w wadze lekkośredniej (do 71 kg). Zdobył w niej brązowy medal na igrzyskach olimpijskich w 1988 w Seulu po wygraniu trzech walk i przegranej w półfinale z Royem Jonesem Jrem ze Stanów Zjednoczonych. Na mistrzostwach świata w 1989 w Moskwie przegrał w ćwierćfinale z późniejszym brązowym medalistą Rudelem Obreją z Rumunii.
Jako reprezentant Anglii zdobył złoty medal na igrzyskach Wspólnoty Narodów w 1990 w Auckland (w finale pokonał Raya Downeya z Kanady).

## Kariera w boksie zawodowym
Przeszedł na zawodowstwo w 1990. Początkowo walczył w wadze średniej. Był zawodowym mistrzem Wspólnoty Narodów od 1992 do 1994 i mistrzem Europy (EBU) od 1995 do 1996. 19 października 1996 zmierzył się w Upper Marlboro w walce o tytuł mistrza świata federacji WBC z obrońcą tytułu Keithem Holmesem, ale przegrał przez techniczny nokaut w 12. rundzie. Była to pierwsza zawodowa porażka Woodhalla.
27 marca 1998 w Telford pokonał jednogłośnie na punkty Thulaniego Malingę, odbierając mu tytuł mistrza świata WBC w kategorii superśredniej. Obronił ten pas wygrywając niejednogłośnie na punkty z Glennem Catleyem (5 września 1998 w Telford) i przez techniczny nokaut w 6. rundzie z Vincenzo Nardiello (13 lutego 1999 w Newcastle). 23 października tego roku w Telford Mankus Beyer pokonał go jednogłośnie na punkty i odebrał tytuł mistrzowski. Woodhall wygrał potem jedną walkę i 16 grudnia 2000 w Sheffield zmierzył się z Joe Calzaghe o tytuł mistrza świata organizacji WBO w wadze superśredniej, ale przegrał przez techniczny nokaut w 10. rundzie. Była to ostatnia walka Woodhalla. Ogółem stoczył 29 pojedynków, z których wygrał 26 (16 przed czasem) i przegrał 3.